# Biesal (stacja kolejowa)
Biesal – stacja kolejowa w Biesalu, w gminie Gietrzwałd, w województwie warmińsko-mazurskim, w Polsce.

## Ruch pasażerski
| Rok  | Wymiana pasażerska na dobę |
| ---- | -------------------------- |
| 2017 | 100-149                    |
| 2022 | 100-199                    |

Kolej do Biesala dotarła od wschodu w 1871, kiedy poprzez Tomaryny dotarła tu budowa kolei z Królewca do Berlina. Budowie towarzyszyły duże prace ziemne. Oprócz dworca z dwoma peronami w Biesalu wybudowano wieżę ciśnień zasilającą w wodę budynki kolejowe oraz żuraw, warsztat kolejowy z torem doprowadzającym, skrajnik, rampy i zagrody do przetrzymywania i załadunku zwierząt. Na stacji zbudowano piętrowy budynek mieszkalny dla kolejarzy, a w pobliżu przejazdu budynek z mieszkaniem zawiadowcy stacji i biurem odcinka drogowego. Przy przejeździe do Jadamin postawiono nastawnię. Wybrukowano plac przed stacją oraz drogę wzdłuż torów do przejazdu. Budowę zakończono w 1873. W 1904 przyłączono Biesal do linii telefonicznej, a w 1927 doprowadzono prąd elektryczny.